# Oratyk
Oratyk – szczyt o wysokości 643 m n.p.m. w Górach Sanocko-Turczańskich.
Na zboczach wzniesienia  znajduje się rezerwat przyrody Na Oratyku.